# 上村松生
上村 松生（うえむら まつお、1956年 - ）は、日本の生物学者。岩手大学農学部附属寒冷バイオフロンティア研究センター生命適応機能研究分野教授。専門は植物学。

## 来歴
1979年、埼玉大学理工学部生化学科卒業。1981年、北海道大学大学院理学研究科博士前期課程修了。1984年、北海道大学大学院理学研究科博士後期課程修了。理学博士（北海道大学）。1986年、コーネル大学農業生命学部客員研究員、1989年、神戸大学理学部助手、1993年、コーネル大学農業生命学部上級研究員を経て、1999年より岩手大学農学部教授。岩手大学農学部附属寒冷バイオフロンティア研究センター生命適応機能研究分野教授。

## 論文
- Isolation and identification of plasma membrane from light-grown winter rye seedlings (Plant Physiology, 73/, 586-597, 1983)
- Involvement of plasma membrane alteractions in cold acclimation of winter rye seedlings (Plant Physiology, 75/, 818-826, 1984)
- Isolation and characterization of tonoplasts from chilling-sensitive etiolated seedlings of Vigna radiata L (Plant Physiology, 80/, 161-166, 1986)
- Studies on freezing injury in plant cells. Ⅱ. Protein and lipid changes in the plasma membranes of Jerusalem artichoke tubers during a lethal freezing in vivo. (Plant Physiology, 80/, 187-195, 1986)
- A comparison of freezing injury in oat and rye: two cereals at the extremes of freezing tolerance (Plant Physiology, 104/, 467-478, 1994)
- Cold acclimation of Arabidopsis thaliana: effect on plasma membrane lipid composition and freez-induced lesions (Plant Physiology, 109/, 15-30, 1995)
- Mode of action of the COR15a gene on the freezing tolerance of Arabidopsis thaliana (Proceedings of the National Academy of Science, USA, 95/, 14570-14575, 1998)
- 「植物の耐凍性と細胞膜の凍結脱水下における安定性  -細胞膜以外の要因の影響」（共著）（低温生物工学会誌 45(2), 121-123, 1999）
- 「塩水浸漬した円柱大根の密度予測」（共著）（日本食品科学工学会誌 47(6), 439-444, 2000）
- 「植物の凍結耐性増大過程における細胞内適合溶質の役割」（共著）（低温生物工学会誌 47(2), 117-118, 2001）
- 「低温顕微鏡と高速ビデオカメラを組み合わせた細胞内凍結過程の解析」（共著）（低温生物工学会誌 48(2), 129-133, 2002）
- 「ガラス化法およびビーズガラス化法を用いた培養植物茎頂の超低温保存」（共著）（低温生物工学会誌 48(2), 135-138, 2002）
- Cryopreservation of in vitro-grown apical shoot tips of strawberry by vitrification (Plant Biotechnology, 20/, 75-80, 2003)
- Freezing sensitivity in the sfr4 mutant of Arabidopsis thaliana is due to sucrose deficiency ,and is manifested by loss of osmotic responsiveness (Plant Physiology, 131/, 1800-1807, 2003)
- Proteomics of the rice cell :systematic identification of the protein populations in subcellular compartments (Molecular Genetics and Genomics ,271/, 566-576, 2004)
- A new and simple technique for the isolation of plasma membrane lipids from root-tips (Soil-Science and Plant Nutrition, 51/, 135-139, 2005)
- 「糖溶液浸漬した野菜組織の低温顕微鏡観察」（共著）（農業機械學會誌 68(1), 136-139, 2006）
- 「凍結における機械的ストレスとその耐性機構」（共著）（低温生物工学会誌 52(2), 169-173, 2006）
- 「シロイヌナズナ低温応答性細胞膜タンパク質の機能解析」（共著）（低温生物工学会誌 52(2), 175-180, 2006）
- 「生き物の不思議  -凍結状態で生きる植物」（伝熱 journal of the Heat Transfer Society of Japan 46(196), 58-63, 2007）
- 「植物細胞膜マイクロドメインタンパク質の低温応答性」（共著）（低温生物工学会誌 54(2), 155-162, 2008）
- 「凍結ストレスと植物」（共著）（低温生物工学会誌 55(1/2), 29-36, 2009）
- 「植物におけるカルシウム依存的凍結耐性の普遍性」（共著）（低温生物工学会誌 56(1), 71-75, 2010）
- 「カラスムギとライムギ細胞膜マイクロドメインの組成と凍結耐性との関連性」（共著）（低温生物工学会誌 57(1), 95-99, 2011）
- 「水から氷へ  -凍結傷害発生と回避」（共著）（低温生物工学会誌 58(1), 53-57, 2012）
- 「シロイヌナズナ低温馴化過程における細胞膜ダイナミン関連タンパク質の機能」（共著）（低温生物工学会誌 58(1), 105-110, 2012）
- 「植物細胞における小胞体凍結動態の観察」（共著）（低温生物工学会誌 58(1), 111-115, 2012）
- 「低温馴化過程におけるBrachypoclium distachyon細胞膜タンパク組成変動の解析」（共著）（低温生物工学会誌 59(1), 61-65, 2013）
- 「植物の低温下における遺伝子発現の生体内解析システムの開発」（共著）（低温生物工学会誌 59(2), 141-144, 2013）
- 「植物の低温馴化および凍結耐性メカニズムに関する基礎研究」（低温生物工学会誌 60(1), 1-8, 2014）
- 「シロイヌナズナの低温馴化および脱馴化機構に関する継時的細胞膜プロテオーム解析」（共著）（低温生物工学会誌 60(1), 35-41, 2014）
- 「植物の低温馴化過程における光と低温の相互作用」（共著）（低温生物工学会誌 60(1), 53-57, 2014）
- 「樹木の冬芽の自発休眠の解除期における可溶性タンパク質組成変化の分析」（共著）（低温生物工学会誌 60(1), 59-63, 2014）